# Marcelo Vido
Marcelo Vido, né le 15 janvier 1959, à Santo André, au Brésil, est un ancien joueur brésilien de basket-ball. Il évolue durant sa carrière au poste d'ailier.

## Palmarès
- 3e du championnat du monde 1978
- Champion des Amériques 1984
- Finaliste des Jeux panaméricains de 1983
- 3e des Jeux panaméricains de 1979